# Shigemitsu Egawa
Shigemitsu Egawa (jap. 江川 重光 Egawa Shigemitsu; ur. 31 stycznia 1966) – japoński piłkarz występujący na pozycji pomocnika.

## Kariera klubowa
Od 1984 do 1997 roku występował w klubach Honda FC, Nagoya Grampus Eight i Vissel Kobe.